# Georg (Braunschweig-Calenberg)

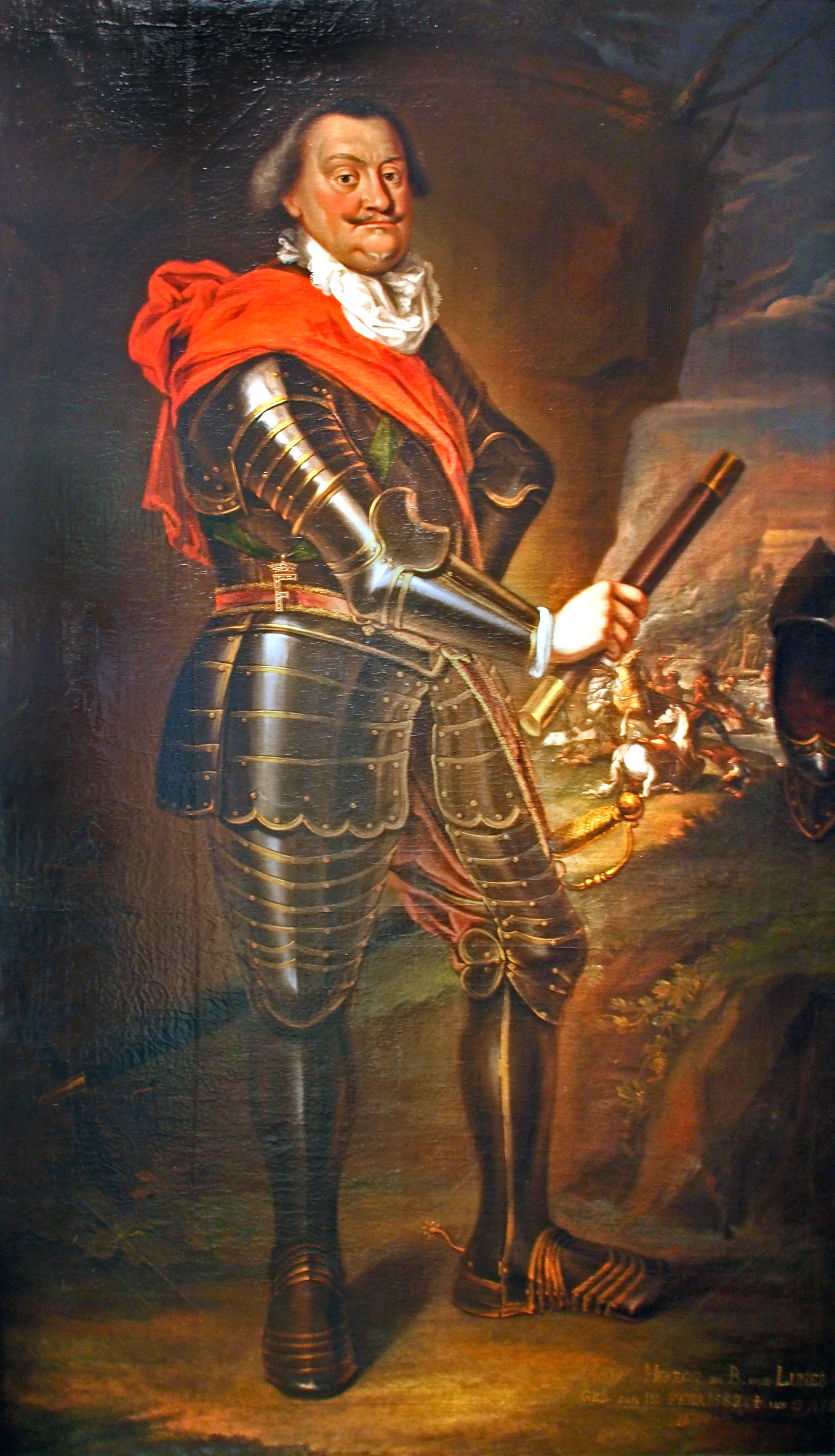
Herzog Georg von Braunschweig und Lüneburg

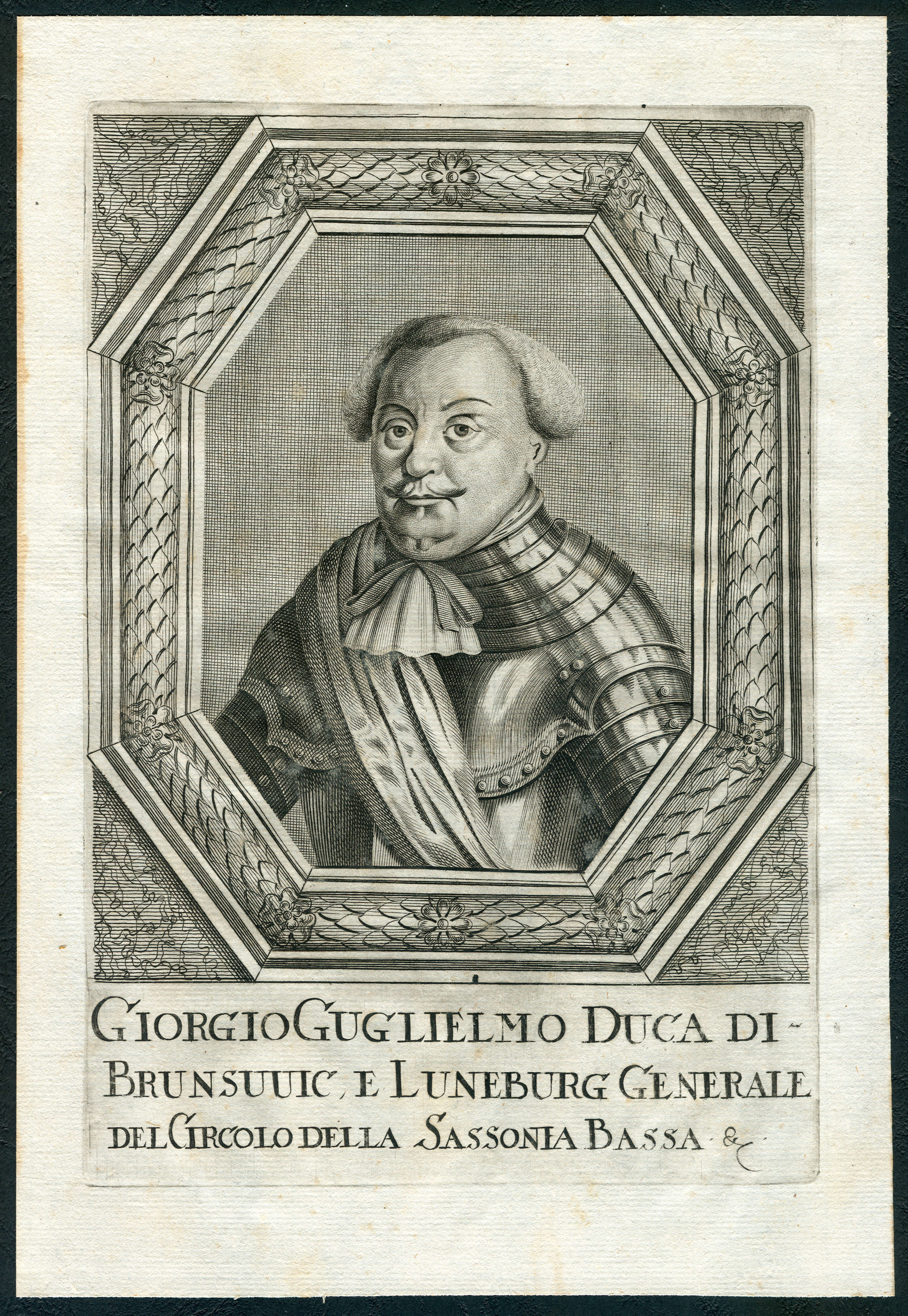
Georg, Herzog zu Braunschweig und Lüneburg, hier fälschlicherweise als Georg Wilhelm untertitelt;
Kupferstich, vermutlich Italien, um 1700

Georg, auch Georg Eisenhand genannt, Herzog von Braunschweig und Lüneburg (* 17. Februar 1582 in Celle; † 2. April 1641 in Hildesheim) war Fürst von Calenberg und ein General im Dreißigjährigen Krieg.

## Leben
Georg war der sechste von sieben Söhnen des Herzogs Wilhelm d. J. von Braunschweig-Lüneburg und dessen Ehefrau Dorothea, einer Tochter des Königs Christian III. von Dänemark. Er wuchs im Celler Schloss auf.
1591 kam Georg an die Universität Jena und blieb dort bis 1596. Anschließend hielt er sich bis 1601 an verwandten und befreundeten Höfen in ganz Deutschland auf. 1604 schloss er sich Prinz Moritz von Oranien an. 1608 unternahm Herzog Georg eine Studienreise nach Frankreich. In den Jahren 1609 bis 1611 hielt er sich in Italien auf (Dezember 1609 in Padua). Nach seiner Rückkehr avancierte er im dänisch-schwedischen Krieg im Winter 1611/12 zum Obristen und nahm am Kalmarkrieg teil.
Am 10. März 1617 bestätigte der Kaiser in Prag die Erbfolge der lüneburgischen Linie im Fürstentum Grubenhagen, nach der die Söhne von Wilhelm dem Jüngeren zwar ihrem Alter nach das Fürstentum übernehmen sollten, aber, um eine Erbteilung und damit den völligen finanziellen Ruin zu verhindern, nur einer von ihnen standesgemäß heiraten durfte. Dabei fiel das Los auf Georg. Als Folge davon erhielt Georg das Schloss Herzberg und bestimmte es zu seiner Residenz. Noch im selben Jahr heiratete er am 14. Dezember Anna Eleonore von Hessen-Darmstadt. Beider erster Sohn war der nachmalige Herzog Christian Ludwig von Braunschweig-Celle.
Georg war gegen die Einmischung Dänemarks in die Angelegenheiten des niedersächsischen Reichskreises und versuchte vergeblich, die diversen Welfen-Fürsten in bewaffneter Neutralität zu vereinen (Verhandlungen, die später vom Wolfenbüttler Kanzler Arnold Engelbrecht wieder aufgenommen wurden). Nach dem gescheiterten Versuch trat er 1626 bis 1630 in kaiserliche Dienste. Ein Restitutionsedikt, das die katholische Kirche berechtigte, Besitztümer seiner Familie einzufordern, veranlasste ihn jedoch, erneut die Seiten zu wechseln. Aus Georgs damaligen Briefen ist zu erfahren, dass er mit seiner politischen Lage sehr unzufrieden war, und so wechselte er zu König Gustav Adolf und nahm von ihm am 21. April 1631 ein schwedisches Generalspatent an. Dieses Patent war auf den 18. Oktober 1630 datiert. Nach dem Tod König Gustav Adolfs in der Schlacht bei Lützen ließ sich Georg vom schwedischen Reichskanzler Graf Axel Oxenstierna die Führung des deutsch-schwedischen Heeres in Niedersachsen und Westfalen übertragen. Er fiel noch im Februar 1633 in das Gebiet ein und warf die Kaiserlichen unter Graf Otto Friedrich von Harrach am 2. Märzjul. / 12. März 1633greg. in einem Gefecht bei Rinteln zurück. Georg begann darauf die langwierige Belagerung von Hameln, die er am 3. Julijul. / 13. Juli 1633greg. erfolgreich zu Ende führte, nachdem ihm zuvor in der Schlacht bei Hessisch Oldendorf ein Sieg über kaiserliche Entsatztruppen gelungen war. Im weiteren Verlauf des Feldzuges verhandelte er mit Dodo zu Innhausen und Knyphausen den Akkord zur Brandschatzung von Osnabrück mit Wirkung vom 2. Septemberjul. / 12. September 1633greg.  und erreichte im Januar 1634 in Halberstadt die Unterstützung des Niedersächsischen Kreises, zu dessen General er auch ernannt wurde.
Anlässlich dieser Ernennung wurde Georg zusammen mit Axel Oxenstierna in die Fruchtbringende Gesellschaft aufgenommen. Fürst Ludwig I. von Anhalt-Köthen verlieh ihm bei der Aufnahme den Gesellschaftsnamen der Fangende und die Devise dazu bereitet. Dieses findet sich, mit dem ihm zugedachten Emblem Hanf und allerlei Fisch- und Vogelnetze (Cannabis sativa L.), im Köthener Gesellschaftsbuch unter der Nr. 231. Auch das Reimgesetz, mit dem sich Georg für die Aufnahme bedankte, ist verzeichnet:
Auß dem Hanff netze man Zu fangen Zubereitet

Die Vögel, fisch vnd wildt, ein seil damit geleitet

Vom Spürhund wird Zum hirsch ein Jäger der ihn sucht.

Den nahmen Fangend drumb erwehlt ich vnd die frucht

Die Vnß gegeben ist das alles mitt zu fangen

Waß vnß Zu gutem Kömpt dadurch auch Zugelangen

Zu deme was Zur lust ein frisches hertz erkiest

Vnd man am tische gern Zur schnabelweide niest.
Im Juli 1634 nahm Georg die Stadt Hildesheim ein. In der Folge bezog er mit seiner Familie, dem Hofstaat und der Verwaltung das fürstbischöfliche Schloss am Hildesheimer Dom, das er für diesen Zweck herrichten ließ und wo er bis zu seinem Tod residierte.
Mehr oder weniger durch seine Brüder beeinflusst, trat Georg am 31. August 1635 dem Prager Frieden bei und übernahm im Jahr darauf eine kleine unabhängige Armee.
In der welfischen Erbteilung 1635 wurden ihm die Fürstentümer Calenberg und Göttingen zugesprochen. Er wählte 1636 Hannover gegen den Willen der Einwohner zur neuen Residenz, erlebte den Umbau des ehemaligen Minoritenklosters an der Leine zum Residenzschloss aber nur wenige Jahre und hielt sich dort nur kurz auf. Der Umzug des Hofes von Hildesheim nach Hannover erfolgte erst ein Jahr nach seinem Tod unter seinem Sohn und Nachfolger Christian Ludwig.
In seinem Testament von 1641 legte Georg fest, dass die Fürstentümer Lüneburg und Calenberg nie in einer Hand vereinigt werden sollten, solange noch zwei legitime männliche Nachkommen des Hauses Braunschweig-Lüneburg vorhanden wären. Dem älteren Erben sollte dabei das Optionsrecht zwischen beiden Fürstentümern zufallen. Diese Wahlmöglichkeit ergab sich schließlich 1648 für Georgs Söhne, als sein Bruder Herzog Friedrich IV., der über Lüneburg regiert hatte, kinderlos starb. Nacheinander wechselten sie sich in der Nachfolge in Calenberg-Göttingen ab, da im jeweiligen Erbfall der ältere Bruder immer das ertragreichere Lüneburg (mit der Residenz Celle) vorzog.

## Leichenzug für die Herzöge Georg und Wilhelm

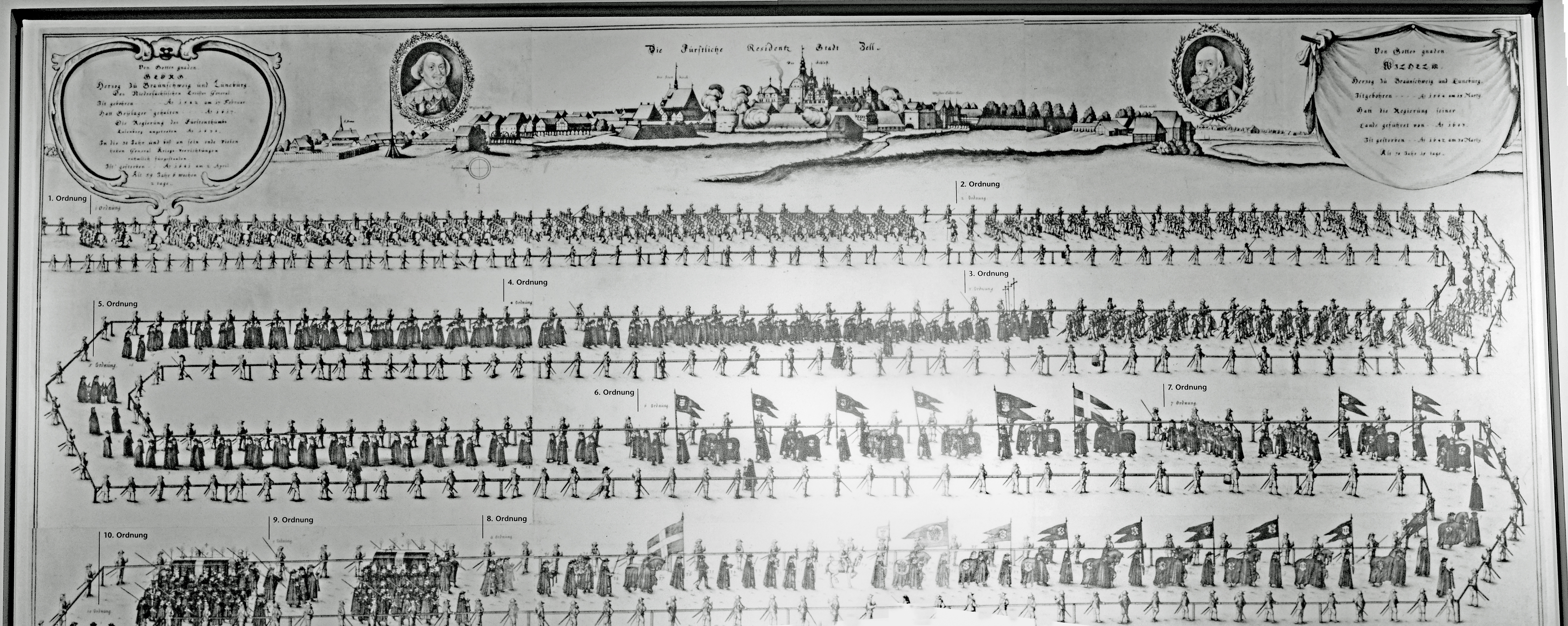
Teilansicht Trauerzug zur Beisetzung der Herzöge Georg und Wilhelm am 16. Mai 1643 in Celle

Am 2. April 1641 verstarb Herzog Georg von Calenberg. Die für Juni 1641 geplante Beisetzung wurde aufgrund der Kriegswirren während des Dreißigjährigen Krieges verschoben. Erst nach dem Tod von Herzog Wilhelm von Harburg am 30. März 1642 und dem am 16. Januar 1642 geschlossenen „Goslarer Frieden“ (die Welfenherzöge Friedrich IV., August II. und Christian Ludwig sagten dem Kaiser Ferdinand III. Gehorsam und Unterstützung zu) wurde eine Doppelbeerdigung beschlossen. Am 16. Mai 1643 erfolgte die Beerdigungszeremonie. Vom Celler Schloss zur Stadtkirche wurde ein Trauerzug gebildet, an dem 1100 Personen teilnahmen. Sie waren nach einer speziellen Rangfolge in 15 Abteilungen, so genannte Ordnungen, eingeteilt. Der anschließenden Trauerfeier folgte die Beisetzung der beiden Herzöge in der Fürstengruft unter dem Chor der Kirche.

## Nachkommen

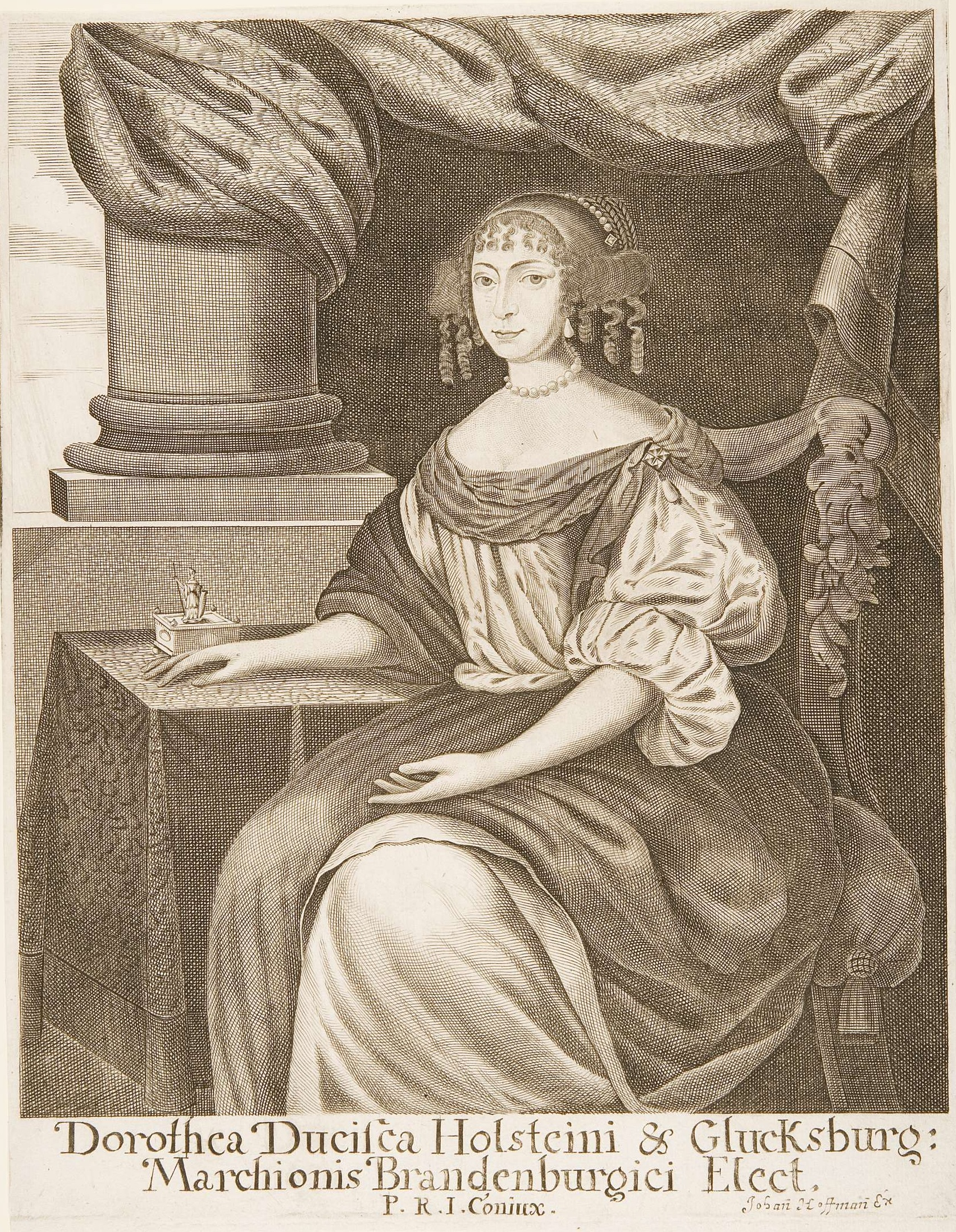
Prinzessin Anna Eleonore von Hessen-Darmstadt

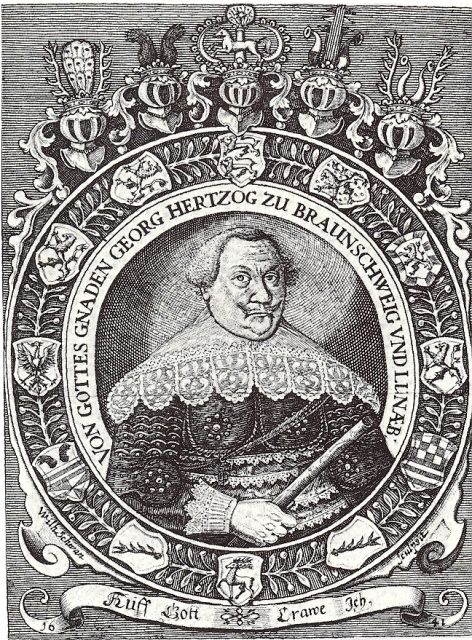
Georg, Herzog von Braunschweig und Lüneburg;
Kupferstich von Wilhelm Schwan

Georg heiratete 1617 Anna Eleonore von Hessen-Darmstadt.
- Christian Ludwig (1622–1665), reg. 1641–48 in Hannover, 1648–65 in Celle
- Georg Wilhelm (1624–1705), reg. 1648–65 in Hannover, 1665–1705 in Celle
- Johann Friedrich (1625–1679), reg. 1665–79 in Hannover
- Ernst August (1629–1698), reg. 1679–98 in Hannover, seit 1692 als Kurfürst
- Sophia Amalia (1628–1685), verheiratet mit Friedrich III., König von Dänemark